# Halowe Mistrzostwa Europy w Lekkoatletyce 2011 – skok o tyczce kobiet
Skok o tyczce kobiet – jedna z konkurencji rozegranych podczas halowych lekkoatletycznych mistrzostw Europy w hali Palais Omnisports de Paris-Bercy w Paryżu.

## Terminarz
| Data    | Godzina |            |
| ------- | ------- | ---------- |
| 5 marca | 09:05   | Eliminacje |
| 6 marca | 15:00   | Finał      |

## Rezultaty

### Eliminacje
Do eliminacji zgłoszono 20 tyczkarek. Aby awansować do finału – w którym startuje ósemka zawodniczek – należało uzyskać wynik 4,55 (Q). W przypadku gdyby rezultat ten osiągnęła mniejsza liczba skoczkiń – lub żadna ze startujących – kryterium awansu były najlepsze wyniki uzyskane przez sportsmenki (q).
| Poz. | Zawodniczka           | Reprezentacja   | #3,90 | #4,15 | #4,35 | #4,45 | #4,50 | #4,55 | Rezultat | Uwagi  |
| ---- | --------------------- | --------------- | ----- | ----- | ----- | ----- | ----- | ----- | -------- | ------ |
| 1.   | Anna Rogowska         | Polska          | –     | –     | –     | o     | –     | o     | 4,55     | Q      |
| 1.   | Lisa Ryzih            | Niemcy          | –     | –     | o     | o     | –     | o     | 4,55     | Q      |
| 1.   | Silke Spiegelburg     | Niemcy          | –     | –     | o     | o     | –     | o     | 4,55     | Q      |
| 4.   | Minna Nikkanen        | Finlandia       | –     | o     | xxo   | o     | xxo   | o     | 4,55     | Q, NR  |
| 5.   | Anastasija Szwiedowa  | Białoruś        | –     | o     | o     | o     | o     | xo    | 4,55     | Q, NR  |
| 6.   | Nikoleta Kiriakopulu  | Grecja          | –     | o     | o     | o     | xo    | xo    | 4,55     | Q, =NR |
| 6.   | Aleksandra Kiriaszowa | Rosja           | –     | o     | o     | o     | xo    | xo    | 4,55     | Q      |
| 8.   | Kristina Gadschiew    | Niemcy          | –     | –     | o     | xo    | o     | xxo   | 4,55     | Q      |
| 9.   | Jiřina Ptáčníková     | Czechy          | -     | –     | xxo   | o     | o     | xxo   | 4,55     | Q      |
| 10.  | Anna Giordano Bruno   | Włochy          | o     | o     | xxo   | xo    | xxx   |       | 4,45     |        |
| 11.  | Holly Bleasdale       | Wielka Brytania | –     | o     | o     | xxo   | xxx   |       | 4,45     |        |
| 12.  | Angelica Bengtsson    | Szwecja         | o     | xo    | o     | xxx   |       |       | 4,35     |        |
| 12.  | Victoria Pena         | Irlandia        | o     | xo    | o     | xxx   |       |       | 4,35     | NR     |
| 14.  | Malin Dahlström       | Szwecja         | –     | o     | xxo   | xxx   |       |       | 4,35     |        |
| 15.  | Naroa Agirre          | Hiszpania       | o     | o     | xxx   |       |       |       | 4,15     |        |
| 15.  | Caroline Bonde Holm   | Dania           | –     | o     | xxx   |       |       |       | 4,15     |        |
| 17.  | Cathrine Larsåsen     | Norwegia        | –     | xo    | xxx   |       |       |       | 4,15     |        |
| 18.  | Maria Eleonor Tavares | Portugalia      | o     | xxo   | xxx   |       |       |       | 4,15     |        |
| 19.  | Iben Høgh-Pedersen    | Dania           | o     | xxx   |       |       |       |       | 3,90     |        |
| 20.  | Giorgia Benecchi      | Włochy          | xo    | xxx   |       |       |       |       | 3,90     |        |

### Finał
| Poz. | Zawodniczka           | Reprezentacja | 4,20 | 4,35 | 4,50 | 4,60 | 4,65 | 4,70 | 4,75 | 4,80 | 4,85 | 4,91 | Rezultat | Uwagi   |
| ---- | --------------------- | ------------- | ---- | ---- | ---- | ---- | ---- | ---- | ---- | ---- | ---- | ---- | -------- | ------- |
|      | Anna Rogowska         | Polska        | –    | o    | –    | xo   | –    | o    | xo   | o    | xo   | xxx  | 4,85     | NR, =EL |
|      | Silke Spiegelburg     | Niemcy        | –    | –    | o    | –    | xo   | o    | xo   | x-   | xx   |      | 4,75     |         |
|      | Kristina Gadschiew    | Niemcy        | –    | o    | o    | o    | o    | x-   | xx   |      |      |      | 4,65     |         |
| 4.   | Minna Nikkanen        | Finlandia     | o    | o    | o    | o    | xxx  |      |      |      |      |      | 4.60     | NR      |
| 4.   | Jiřina Ptáčníková     | Czechy        | –    | o    | o    | o    | xx-  | x    |      |      |      |      | 4.60     | =PB     |
| 6.   | Aleksandra Kiriaszowa | Rosja         | o    | xo   | o    | o    | xxx  |      |      |      |      |      | 4.60     |         |
| 7.   | Lisa Ryzih            | Niemcy        | –    | –    | xo   | x-   | xx   |      |      |      |      |      | 4.50     |         |
| 8.   | Anastasija Szwiedowa  | Białoruś      | o    | o    | xxo  | xxx  |      |      |      |      |      |      | 4.50     |         |
| 9.   | Nikoleta Kiriakopulu  | Grecja        | xo   | o    | xxx  |      |      |      |      |      |      |      | 4.35     |         |